# Ministero delle comunicazioni (Israele)
Il Ministero delle comunicazioni (in ebraico משרד התקשורת‎?, Misrad HaTikshoret), noto anche attraverso l'acronimo internazionale MOC (dall'inglese Ministry of Communications), è un dicastero del governo israeliano responsabile per le politiche inerenti i vari sistemi di telecomunicazione e media in Israele tra cui internet, poste, radiofonia, telefonia e televisione. Supervisiona diverse aziende statali, tra cui Bezeq e Israel Post, oltre che le trasmissioni del canale televisivo parlamentare Knesset e nomina i vertici dell'Israeli Public Broadcasting Corporation (IPBC).
Il Ministro delle comunicazioni è Shlomo Karhi, in carica dal 29 dicembre 2022 nel sesto governo Netanyahu.

## Storia
Durante il Mandato britannico della Palestina i servizi postali furono posti alle dipendenze dell'Alto Commissario. Dopo la dichiarazione d'indipendenza israeliana del 1948 i servizi postali rimasero alle dipendenze del direttore generale delle poste, subordinato al Ministro dei trasporti.
Dopo la morte in carica del ministro David-Zvi Pinkas nel 1952, il Primo ministro David Ben Gurion decise di scorporare dal Ministero dei trasporti il Ministero delle poste, ribattezzato nel 1971 Ministero delle comunicazioni. Il primo Ministro delle poste fu Mordechai Nurock.

## Lista dei ministri
| Ministro   | Ministro                           | Partito                                                                 | Governo                      | Mandato           | Mandato           |
| Ministro   | Ministro                           | Partito                                                                 | Governo                      | Inizio            | Fine              |
| ---------- | ---------------------------------- | ----------------------------------------------------------------------- | ---------------------------- | ----------------- | ----------------- |
|            | Mordechai Nurock (1879-1962)       | Mizrahì                                                                 | Gurion III                   | 3 novembre 1952   | 24 dicembre 1952  |
|            | Yosef Burg (1906-1974)             | Hapoel HaMizrachi (fino al 1956) Partito Nazionale Religioso (dal 1956) | Gurion IV                    | 24 dicembre 1952  | 26 gennaio 1954   |
| Sharett I  | Yosef Burg (1906-1974)             | Hapoel HaMizrachi (fino al 1956) Partito Nazionale Religioso (dal 1956) | 26 gennaio 1954              | 29 giugno 1955    |                   |
| Sharett II | Yosef Burg (1906-1974)             | Hapoel HaMizrachi (fino al 1956) Partito Nazionale Religioso (dal 1956) | 29 giugno 1955               | 3 novembre 1955   |                   |
| Gurion V   | Yosef Burg (1906-1974)             | Hapoel HaMizrachi (fino al 1956) Partito Nazionale Religioso (dal 1956) | 3 novembre 1955              | 7 gennaio 1958    |                   |
| Gurion VI  | Yosef Burg (1906-1974)             | Hapoel HaMizrachi (fino al 1956) Partito Nazionale Religioso (dal 1956) | 7 gennaio 1958               | 1º luglio 1958    |                   |
| Gurion VI  |                                    | David Ben Gurion (1886-1973)                                            | Mapai                        | 1º luglio 1958    | 24 novembre 1958  |
| Gurion VI  |                                    | Yisrael Barzilai (1913-1970)                                            | Mapam                        | 24 novembre 1958  | 17 dicembre 1959  |
|            | David Ben Gurion (1886-1973)       | Mapai                                                                   | Gurion VII                   | 17 dicembre 1959  | 5 luglio 1960     |
|            | Bechor-Shalom Sheetrit (1895-1967) | Mapai                                                                   | Gurion VII                   | 5 luglio 1960     | 18 luglio 1960    |
|            | Binyamin Mintz (1903-1961)         | Poalei Agudat Yisrael                                                   | Gurion VII                   | 18 luglio 1960    | 30 maggio 1961    |
|            | Eliyahu Sasson (1902-1978)         | Indipendente                                                            | Gurion VIII                  | 2 novembre 1961   | 26 giugno 1963    |
| Eshkol I   | Eliyahu Sasson (1902-1978)         | Indipendente                                                            | 26 giugno 1963               | 22 dicembre 1964  |                   |
| Eshkol II  | Eliyahu Sasson (1902-1978)         | Indipendente                                                            | 22 dicembre 1964             | 12 gennaio 1966   |                   |
| Eshkol III | Eliyahu Sasson (1902-1978)         | Indipendente                                                            | 12 gennaio 1966              | 2 gennaio 1967    |                   |
| Eshkol III |                                    | Yisrael Yeshayahu (1908-1979)                                           | Partito Laburista Israeliano | 2 gennaio 1967    | 17 marzo 1969     |
| Meir I     | 17 marzo 1969                      | Yisrael Yeshayahu (1908-1979)                                           | Partito Laburista Israeliano | 15 dicembre 1969  |                   |
| Meir II    | 15 dicembre 1969                   | Yisrael Yeshayahu (1908-1979)                                           | Partito Laburista Israeliano | 6 agosto 1970     |                   |
| Meir II    |                                    | Shimon Peres (1923-2016)                                                | Partito Laburista Israeliano | 1º settembre 1970 | 10 marzo 1974     |
|            | Aharon Uzan (1924-2007)            | Partito Laburista Israeliano                                            | Meir III                     | 10 marzo 1974     | 3 giugno 1974     |
|            | Yitzhak Rabin (1922-1995)          | Partito Laburista Israeliano                                            | Rabin I                      | 3 giugno 1974     | 20 marzo 1975     |
|            | Aharon Uzan (1924-2007)            | Partito Laburista Israeliano                                            | Rabin I                      | 20 marzo 1975     | 20 giugno 1977    |
|            | Menachem Begin (1913-1992)         | Likud                                                                   | Begin I                      | 20 giugno 1977    | 24 ottobre 1977   |
|            | Meir Amit (1921-2009)              | Movimento Democratico per il Cambiamento                                | Begin I                      | 24 ottobre 1977   | 15 settembre 1978 |
|            | Yitzhak Moda'i (1926-1998)         | Likud                                                                   | Begin I                      | 15 gennaio 1979   | 22 dicembre 1980  |
|            | Yoram Aridor (1933)                | Likud                                                                   | Begin I                      | 5 gennaio 1981    | 5 agosto 1981     |
|            | Mordechai Tzipori (1924-2017)      | Likud                                                                   | Begin II                     | 5 agosto 1981     | 28 agosto 1983    |
| Shamir I   | Mordechai Tzipori (1924-2017)      | Likud                                                                   | 10 ottobre 1983              | 13 settembre 1984 |                   |
|            | Amnon Rubinstein (1931-2024)       | Shinui                                                                  | Peres I                      | 13 settembre 1984 | 20 ottobre 1986   |
| Shamir II  | Amnon Rubinstein (1931-2024)       | Shinui                                                                  | 20 ottobre 1986              | 26 maggio 1987    |                   |
| Shamir II  |                                    | Gad Yaacobi (1935-2007)                                                 | Partito Laburista Israeliano | 9 giugno 1987     | 22 dicembre 1988  |
| Shamir III | 22 dicembre 1988                   | Gad Yaacobi (1935-2007)                                                 | Partito Laburista Israeliano | 15 marzo 1990     |                   |
|            | Rafael Pinhasi (1940)              | Shas                                                                    | Shamir IV                    | 11 giugno 1990    | 13 luglio 1992    |
|            | Moshe Shahal (1934)                | Partito Laburista Israeliano                                            | Rabin II                     | 13 luglio 1992    | 7 giugno 1993     |
|            | Shulamit Aloni (1928-2014)         | Meretz                                                                  | Rabin II                     | 7 giugno 1993     | 22 novembre 1995  |
| Peres II   | Shulamit Aloni (1928-2014)         | Meretz                                                                  | 22 novembre 1995             | 18 giugno 1996    |                   |
|            | Limor Livnat (1950)                | Likud                                                                   | Netanyahu I                  | 18 giugno 1996    | 6 luglio 1999     |
|            | Binyamin Ben-Eliezer (1936-2016)   | Un Israele                                                              | Barak                        | 6 luglio 1999     | 7 marzo 2001      |
|            | Reuven Rivlin (1939)               | Likud                                                                   | Sharon I                     | 7 marzo 2001      | 28 febbraio 2003  |
|            | Ariel Sharon (1928-2014)           | Likud                                                                   | Sharon II                    | 28 febbraio 2003  | 17 agosto 2003    |
|            | Ehud Olmert (1945)                 | Likud                                                                   | Sharon II                    | 29 settembre 2003 | 10 gennaio 2005   |
|            | Dalia Itzik (1952)                 | Partito Laburista Israeliano                                            | Sharon II                    | 10 gennaio 2005   | 23 novembre 2005  |
|            | Avraham Hirschson (1941-2022)      | Kadima                                                                  | Sharon II                    | 18 gennaio 2006   | 4 maggio 2006     |
|            | Ariel Atias (1970)                 | Shas                                                                    | Olmert                       | 4 maggio 2006     | 31 marzo 2009     |
|            | Moshe Kahlon (1960)                | Likud                                                                   | Netanyahu II                 | 31 marzo 2009     | 18 marzo 2013     |
|            | Gilad Erdan (1970)                 | Likud                                                                   | Netanyahu III                | 18 marzo 2013     | 5 novembre 2014   |
|            | Benjamin Netanyahu (1949)          | Likud                                                                   | Netanyahu III                | 5 novembre 2014   | 14 maggio 2015    |
|            | Dudi Amsalem (1960)                | Likud                                                                   | Netanyahu IV                 | 14 maggio 2015    | 17 maggio 2020    |
|            | Yoaz Hendel (1975)                 | Derech Eretz                                                            | Netanyahu V                  | 17 maggio 2020    | 16 dicembre 2020  |
|            | Binyamin Gantz (1959)              | Blu e Bianco                                                            | Netanyahu V                  | 16 dicembre 2020  | 16 marzo 2021     |
|            | Eitan Ginzburg (1977)              | Blu e Bianco                                                            | Netanyahu V                  | 3 maggio 2021     | 13 giugno 2021    |
|            | Yoaz Hendel (1975)                 | Nuova Speranza                                                          | Bennett-Lapid                | 13 giugno 2021    | 29 dicembre 2022  |
|            | Shlomo Karhi (1982)                | Likud                                                                   | Netanyahu VI                 | 29 dicembre 2022  | in carica         |